# La luce che si spense
La luce che si spense è un romanzo scritto da Rudyard Kipling e pubblicato nel 1891.
È il primo romanzo di Kipling, scritto quando aveva 26 anni ed è semi-autobiografico; è basato sull'amore non corrisposto per Florence Garrard.
Dal libro sono stati tratti due film muti, nel 1916 da Pathé, con Robert Edeson e Jose Collins, e nel 1923 da Famous Players-Lasky, e nel 1939 l'omonimo film diretto da William A. Wellman e interpretato da Ida Lupino, Walter Huston, Ronald Colman. 

## Trama
La storia inizia con Dick e Maisie, due bambini orfani in una casa in riva al mare sotto la cura di Mrs Jennet (un ritratto sadico tratto dalla esperienza di infanzia di Kipling con la signora Holloway). Dick confessa la sua infatuazione per Maisie ma lei lo informa che avrebbe presto lasciato la casa per completare la sua formazione.
Anni dopo, Dick lavora come pittore e artista a seguito delle forze armate britanniche in Sudan. Incontra un corrispondente di guerra chiamato Torpenhow che, notando a sua abilità, provvede affinché Dick sia assunto dal sindacato per cui lavora. I due uomini diventano presto amici e si aiutano reciprocamente. Dick è poi ferito da una spada alla testa e trascorre una notte in delirio, pensando a Maisie. Una volta che la campagna è finita, Dick torna a Londra dove si riunisce con Torpenhow. I suoi dipinti realistici conquistano a poco a poco una certa popolarità e il giovane artista è costretto, per sbarcare il lunario, a soggiacere ai gusti del pubblico, realizzando una serie di opere commerciali. Nel frattempo rincontra Maise che sta tentando anche lei di diventare un'artista, e decide di incontrarla tutte le domeniche per aiutarla nel suo lavoro. Dick dichiara nuovamente a Maise il suo amore ma la ragazza risponde che vuole dedicarsi soltanto all'arte. La ferita agli occhi che Dick aveva ricevuto in Sudan comincia a peggiorare: Dick si rende conto che sta per diventare cieco. Decide allora di dipingere il suo capolavoro, La Malinconia che trascende ogni intelletto, utilizzando come modella la prostituta Bessie. Per lenire il dolore Dick inizia a ubriacarsi e tormenta la donna per costringerla ad assumere le pose che desidera. Dick porta a termine l'opera e perde la vista per sempre; ma per vendicarsi dei torti subiti, Bessie distrugge il dipinto imbrattando la tela. Torpenhow nasconde il fatto a Dick.
Quando arriva la notizia di una nuova campagna in Sudan, Torpenhow visita Maisie a Parigi e la convince a incontrare Dick nella speranza che si occupi di lui. Sebbene sia visibilmente angosciata, si rifiuta, e Dick le chiede gentilmente di lasciarlo. Lui nasconde questo fatto da Torpenhow, che parte per la campagna con i propri amici. Dick si incontra di nuovo con Bessie e dopo aver appreso la distruzione della Melancolia decide di partire anche per la campagna in Sudan. Con l'aiuto di una conoscente di Port Said, raggiunge il campo di battaglia ma viene ucciso da un proiettile alla testa.

## Recensioni e critica al romanzo
La luce che si spense ebbe scarso successo alla sua pubblicazione. Kipling stesso ammise nella sua autobiografia che non era un libro ben strutturato. Lord Birkenhead definisce il romanzo una "mela marcia" tra le altre opere pubblicate di Kipling.

## Edizioni
Il libro fu pubblicato nel 1891 sul Lippincott's Monthly Magazine.